# Lumpemproletariado
El lumpemproletariado (del alemán: Lumpen: 'andrajo/so'; también conocido en español como subproletariado) es un término marxista con el que se designa a la población situada socialmente al margen o debajo del proletariado, desde el punto de vista de sus condiciones de trabajo y de vida, formado por los elementos degradados, desclasados y no organizados del proletariado urbano. También puede referirse a la clase social que no posee ni medios de producción ni fuerza de trabajo y que, ocasionalmente y en determinados contextos, recurre a la caridad, normaliza el trapicheo e incluso al robo. El marxismo ha considerado tradicionalmente a este grupo social como carente de conciencia de clase, y por tanto susceptible de servir de punto de apoyo a la burguesía.

## Caracterización del lumpemproletariado
Karl Marx, en el capítulo V de su libro El 18 de brumario de Luis Bonaparte, caracteriza al lumpemproletariado de la siguiente manera:

Bajo el pretexto de crear una sociedad de beneficencia, se organizó al lumpemproletariado de París en secciones secretas, cada una de ellas dirigida por agentes bonapartistas y un general bonapartista a la cabeza de todas. Junto a roués arruinados, con equívocos medios de vida y de equívoca procedencia, junto a vástagos degenerados y aventureros de la burguesía, vagabundos, licenciados de tropa, licenciados de presidio, huidos de galeras, timadores, saltimbanquis, lazzaroni, carteristas y rateros, jugadores, alcahuetes, dueños de burdeles, mozos de cuerda, escritorzuelos, organilleros, traperos, afiladores, caldereros, mendigos, en una palabra, toda esa masa informe, difusa y errante que los franceses llaman la bohème: con estos elementos, tan afines a él, formó Bonaparte la solera de la Sociedad del 10 de diciembre, «Sociedad de beneficencia» en cuanto que todos sus componentes sentían, al igual que Bonaparte, la necesidad de beneficiarse a costa de la nación trabajadora.

A partir de la clásica definición marxista, la Real Academia Española (RAE) por su parte define lumpemproletariado como «la capa social más baja y sin conciencia de clase».

## Sociología del lumpemproletariado
El término deriva de la palabra alemana Lumpenproletariat, originalmente propuesta por Karl Marx y Friedrich Engels en su obra La ideología alemana (1845). Marx sostenía que en los acontecimientos históricos que habían conducido al golpe de Luis Bonaparte en 1851, el proletariado y la burguesía habían actuado de manera productiva y progresista, mientras que el Lumpenproletariat se había mostrado improductivo y regresivo. Según Marx, este último no tenía ningún motivo para participar en la revolución, e incluso pudo tener de hecho interés en preservar la estructura de clases, porque los miembros del Lumpenproletariat dependían a menudo de la burguesía y de la aristocracia para su propia supervivencia. Dejando de lado el origen histórico del término es importante señalar la susceptibilidad del lumpen para ser utilizado por grupos de poder con fines espurios, a cambio de poder y dinero.